# جوش أوربيزتوندو
جوش أوربيزتوندو (بالإنجليزية: Josh Urbiztondo)‏ مواليد 27 فبراير 1983 في سان فرانسيسكو، هو لاعب كرة سلة فلبيني. بدأ مسيرته الاحترافية في سنة 2009. يبلغ طوله 6 قدم 0 بوصة (1.8 م).

## المسيرة الاحترافية
لعب مع باراكو بول إنرجي في موسم 2010–2011، ثم لعب مع ستار هوتشوتز في موسم 2011–2012، ثم لعب مع باراكو بول إنرجي في موسم 2012–2013، ثم لعب مع بارانجي جينبرا سان ميغيل من سنة 2013 إلى 2015.